# Hippodrome de Viseo
L'Hippodrome de Viseo se situe sur la commune de Zonza en Corse-du-Sud. C'est un hippodrome ouvert au galop et au trot avec une piste de 950 m en herbe avec corde à droite.
C'est un des hippodromes les plus hauts d'Europe, il est en effet perché à 950 mètres d'altitude.